# 会兴街道
会兴街道，是中华人民共和国河南省三門峽市湖滨区下辖的一个乡镇级行政单位。

## 行政区划
会兴街道下辖以下地区：
会兴村、上村、槐树洼村、建房村、新兴村、王官村、马坡村和东坡村。